# Lila (hinduismo)
La palabra sánscrita līlā (en sánscrito: लीला) significa literalmente ‘pasatiempo’, ‘juego’ o ‘diversión’, asociado a características divinas. Es común a las doctrinas hinduistas dualistas y no dualistas, pero tiene un significado diferente en cada una. En el no dualismo, la palabra lila es una manera de describir toda la realidad, incluyendo el cosmos, como resultado o efecto de la "obra teatral creativa" (creada sin un propósito) de Brahman. asi, en "lila" la realidad es un sueño lúcido que la conciencia infinita sueña sobre sí misma, olvidando temporalmente su unidad para jugar a ser múltiple.
En cambio, en las escuelas dualistas del krisnaísmo, lila se refiere  mas específicamente solo a las actividades que realizan el dios Krisná y sus devotos en el mundo espiritual.
Al respecto, también es notable la figura de Lalita, que significa literalmente "la jugadora", que es la Diosa suprema en la tradición Srikula en el Shaktismo, siendo la expresión femenina de Brahman, en esta tradición.

## Descripción
El concepto de Lila afirma que la creación, en lugar de ser un objetivo para lograr algún propósito o meta, es más bien el resultado de la naturaleza "lúdica" y espontánea de lo divino presente en la realidad última que conforma todo. Lila es la actividad creativa y espontánea del de la realidad última,y no tiene un propósito específico porque, desde la perspectiva última, todo es perfecto y completo en sí mismo. Como lo divino es perfecto, no podría tener ningún deseo satisfecho o insatisfecho propiamente tal, lo que significa que hay espontaneidad y libertad, en lugar de necesidad como propósito. Detrás del acto del juego de lila la creación no busca una meta externa, sino que llega naturalmente al Ānanda (gozo o felicidad suprema) que "emerge" espontáneamente de la realidad última en autoreflexión; un acto paradójico que a su vez provoca la generación de la ilusión de un "vacío o espacio relativo" donde la ilusión de multiplicidad (dualidad) puede emerger para permitir con ello el despliegue del juego cósmico de Lila. Asi el *juego" de Līlā es el "juego" del Uno siendo Muchos como un acto de "autocuriosidad" de plenitud infinita.
Asi, en el juego de Lila, la ilusión material de maya crea la percepción de separación y dualidad, dando lugar a conceptos como el bien y el mal, así como la diversidad, el conflicto, el cambio y otras dualidades como luz/oscuridad para crear así un flujo constante (la vibración de la creación) que mantiene la experiencia del universo en movimiento. En Lila, el bien y el mal no son absolutos, sino relativos, dependiendo de la perspectiva y el nivel de consciencia del observador; así, la existencia del bien y el mal en Lila se produce para evitar que el universo sea estático, ya que la dualidad genera las vibraciones que crean movimiento y transformación en el universo.
y aunque el bien y el mal son esenciales para el movimiento dentro de Maya, el objetivo último de cada ser en el "juego" de Lila, es trascender esta dualidad. Sin el juego de Lila el universo volvería al estado no manifestado (avyakta).
En Lila el sufrimiento no es el opuesto del gozo (Ānanda), sino su contrapunto necesario en la sinfonía cósmica, que a travez de la "Nostalgia Cósmica" de la ilusión 
de separación con la unidad puede ser vista como el anhelo subyacente y crónico, una especie de tristeza existencial por la unidad perdida. Pero que a su vez actúa como el catalizador que impulsa activamente al nodo consciente a la acción y a la "busqueda" y "regreso" a la Unidad del Uno, al alcanzar la sabiduría e iluminación.
En el caso de las deidades hindúes, al participan en Lila, el papel de las deidades es el de preservan Ritá y las leyes del Dharma. Por ejemplo, Vishnu, como el preservador, interviene en el universo y participa activamente en Lila a través de sus avatares cuando el equilibrio se ve amenazado. De forma similar Shiva otorga dones o bendiciones a quienes realizan austeridades denominadas tapas (independiente de que sean considerados malignos; ya que, estando en su rol de Mahādeva (el dios supremo), representa la imparcialidad absoluta, y No discrimina entre devotos y asuras; pero cuando los dones o bendiciones son mal utilizados, igualmente  actuara para mantener y/o restaurar el equilibrio  de lila. 
En el caso de las almas "individuales", el juego de Lila se presenta en los ciclos del karma, los cuales operan bajo Ritá y las leyes del Dharma, pero cómo se manifiesta el karma en la vida de cada ser es parte del "juego" de Lila. Así, en Lila, las almas, como sentido de la vida, experimentan la ilusión de separación con el todo, y enfrentan desafíos y enseñanzas para aprender, crecer y finalmente trascender a Maya.

### La creación como "pasatiempo" espontáneo
El Brahman es plenitud absoluta, y decir que el Brahman tiene algún propósito en crear el mundo significaría que mediante el proceso de creación querría lograr algo que no tiene. Y eso es imposible. El Brahman no puede tener un propósito al crear el mundo. El mundo es una mera creación espontánea de Brahman. Es un lila, un juego del Brahman. Se crea de la dicha, por la dicha y para la dicha. Lila indica una actividad lúdica espontánea del Brahman, a diferencia del esfuerzo volitivo consciente. El concepto de lila implica libertad y no necesidad.
Ram Shanker Misra

La relación entre el Púrusa (‘varón’ [Dios]) y Prakriti (la fuerza creativa de la naturaleza) se convierte aquí en una relación entre varón y hembra. Esto se expresa en el templo de Sivá en la imagen del Sivalinga, una expresión de la unión propia de los hombres (lingam: ‘falo’) y propia de las mujeres (ioni: ‘vulva’ y ‘vagina’). El tema cosmogónico básico de una evolución del cosmos floreciendo se expresa aquí específicamente en la relación de varón y hembra, y también en términos de conciencia e intencionalidad (en el concepto de lila como obra teatral divina de varón y hembra). Como tal, la imagen del saivita como fondo de la cosmogonía es una unión de conciencia y unión sexual más que un acto de sacrificio. Este tema es similar a otras doctrinas hindúes, como Tantra y Sakta
Heinrich Zimmer y Joseph Campbell

El yogui vedántico no se cansa de afirmar que el kaivalia, el «aislamiento-integración», solamente puede lograrse rechazando la atracción del mundo (causante de distracción), y logrando la atención total en el punto único del Brahman-Atman sin forma. Para el tántrico, sin embargo, como en un niño normal del mundo, esta noción parece patológica, el efecto erróneo de un cierto mal del intelecto. [...] «Me gusta comer azúcar ―dijo Ramprasad―, pero no quiero convertirme en azúcar». Deja que los que sufren los esfuerzos del samsara se relajen: el devoto perfecto no sufre; porque puede visualizar tanto como experimentar vida y el universo como revelación de la shakti (fuerza del divino Absoluto) de la que está enamorado, el Ser Divino global en su aspecto cósmico de despliegue juguetón, sin objetivo (lila), que va demasiado rápido incluye dolor y goce, pero en su dicha trasciende ambos.
Rohan Bastin

El tema básico constantemente repetido en la mitología hinduista es la creación del mundo mediante el autosacrifico de Dios —«sacrificio» en el sentido de «sacralizar»— donde Dios se convierte en el mundo, el cual, al final, vuelve a ser Dios de nuevo. A esta actividad creativa de la divinidad se la llama lila, la obra teatral de Dios. Como la mayor parte de la mitología hinduista, el mito del lila tiene un sabor fuertemente mágico. El Brahman es el gran mago que se transforma a sí mismo en el mundo y realiza esta hazaña con su «mágico poder creativo», que es el significado original que se le da a maia en el Rig-veda. La palabra maya —uno de los términos más importantes de las doctrinas hinduistas— ha ido cambiando de significado con el paso de los siglos. De «poder» del actor y mago divino, llegó a significar el estado psicológico de cualquiera que se halle bajo el hechizo de su obra teatral mágica. Mientras sigamos confundiendo las innumerables formas del lila sagrado con la realidad, sin percibir la unidad del Brahman tras todas estas formas, estaremos bajo el hechizo de maya. [...] En la visión hindú de la naturaleza todas las formas son relativas, es la maya siempre cambiante, creada por el gran mago de la obra teatral divina. Maya cambia continuamente, porque el lila sagrado es una obra teatral rítmica y dinámica. La fuerza dinámica de la obra teatral es el karma que significa ‘acción’. Es el principio activo de la obra teatral, el universo total en actividad, dónde todo está dinámicamente vinculado con todo lo demás. Según las palabras del Gita, el karma es la fuerza de la creación, de donde procede todo.
Fritjof Capra

### Lila como los pasatiempos íntimos de Dios
Según los últimos desarrollos de las doctrinas krisnaístas ―tal como se explican en el Bhagavata-purana (siglo X) y en las obras de los Seis Gosuamis de Vrindavan (siglo XVI)―, Dios finalmente no participa de la creación, para la que delega «expansiones» como Visnú. El propio Dios dedica su vida a divertirse con sus amigos y amigas en el mundo espiritual, en un ciclo de pasatiempos que suceden de manera simultánea y eterna.
La idea del lila es importante en el culto tradicional de Krisná (como bromista) y Shiva (como bailarín), y ha sido usada por escritores modernos como Stephen Nachmanovitch, Fritjof Capra, Alan Watts y Robert M. Pirsig.